# سينما نظيفة
السينما النظيفة، مصطلح روجت له الصحافة الفنية والإعلام الفني والنقدي في المجلات والبرامج الفنية، وبدأ استخدامه في وسط السينما المصرية في أواخر التسعينات من القرن العشرين، حين حدثت الانتعاشة الكبرى لسوق السينما بعودة الأسر لدخولها بأعداد كبيرة مع أفلام إسماعيلية رايح جاي وصعيدي في الجامعة الأمريكية. ويقصد به السينما الخالية من القبل ومشاهد التعري، بحيث تناسب الأفلام جميع أفراد الأسرة. وقاد تيار الترويج التجاري للسينما النظيفة المنتجان.
و قد اشتهر نجمات هذه الفترة برفضهن أداء مشاهد يرتدين فيها المايوهات أو لها إيحاءات جنسية، ويمكن اعتبار أن ذلك النوع من السينما ظهر استجابة لتوجهات الطبقة الوسطى البرجوازية المصرية التي اتجهت في تلك الفترة لما عرف بالإسلام المودرن. نتيجة لنمو التيار الديني والذي تجسد في اعتزال العديد من الفنانات المصريات وارتدائهن الحجاب ثم عودة البعض منهن مع الإعلان عن رغبتهن في الاستمرار في التمثيل مع الألتزام بما يمليه هذا الشكل والاتجاه الجديد.
وقد لاقت السينما النظيفة ترحيب واستحسان قطاع عريض من الجمهور المصري والخليجي والعربي وأصبحت العائلات ترتاد السينما لقضاء وقت ممتع ومسلي من خلال مشاهدة أعمال لا تخدش حياء المشاهد أو تتسبب في حرج للعائلة .
ووعى لأهمية ورواج السينما النظيفة عددا كبيرا من المنتجين والمخرجين والنجوم الذين اختاروا لمشوارهم الفني طريقة وأسلوبا يتقبله المتفرج العربي والأسرة العربية .

## ردود فعل
انقسم السينمائيون ما بين مدافع عن ومهاجم للسينما النظيفة. وكان المنتجون وائل عبد الله ومحمد حسن رمزي وعائلة السبكي من المروجون لهذا التيار ومن المستيفيدين منه اقتصادياً. برغم أن بعضهم قام بإنتاج أفلام بها مشاهد ساخنة من قبل.
من ضمن رافضي تيار السينما النظيفة نجد مخرجين مثل ايناس الدغيدي، وخالد يوسف، والأخير يصر دوماً على مهاجمة السينما النظيفة من خلال حواراته وأفلامه. ويرفض نظام الرقابة وكذلك يرفض حتى تطبيق نظام التصنيف الأسري الأمريكي الشهير.
كما نجد كتاب ونقاد مثل :
- وحيد حامد
- طارق الشناوي
- خالد منتصر.